# Krasnîi Mak (Krasnîi Mak), Bahciîsarai
Krasnîi Mak (în ucraineană Красний Мак) este localitatea de reședință a comunei Krasnîi Mak din raionul Bahciîsarai, Republica Autonomă Crimeea, Ucraina.

## Demografie
Componența lingvistică a localității Krasnîi Mak
     Rusă (68,02%)
     Tătară crimeeană (18,59%)
     Ucraineană (11,63%)
     Alte limbi (0,34%)
Conform recensământului din 2001, majoritatea populației localității Krasnîi Mak era vorbitoare de rusă (68,02%), existând în minoritate și vorbitori de tătară crimeeană (18,59%) și ucraineană (11,63%).